# Bauer Media Group
Pour les articles homonymes, voir Bauer.
Bauer Media Group est un groupe de médias international d'origine allemande basé à Hambourg, dirigé par Yvonne Bauer, Eckart Bollmann, Jörg Hausendorf et Andreas Schoo. Le groupe édite plus de 600 magazines, 400 services en ligne et 50 stations de radio et de télévision.
Bauer Media Group est le principal éditeur de magazines de presse de télévision en Allemagne (TV Movie, Auf einen Blick, TV Hören und Sehen, TV 14). Il publie les magazines à gros tirage Neue Post, Neue Revue, Tina, Closer et Bravo. Le groupe est également présent dans la presse jeunesse, la presse gastronomique, la presse automobile, etc.
Bauer Media Group emploie plus de 11 000 salariés dans 17 pays dont la France au sein de Bauer Media France.

## Filiales à l'étranger
- Pologne : Wydawnictwo H Bauer Spolka, 12 titres.
- République tchèque et Slovaquie : Europress, 10 titres.
- Espagne : Bauer Ediciones, 7 titres.
- États-Unis d'Amérique : 6 titres.
- Royaume-Uni : Bauer Publishing, 5 titres, dont les magazines That’s Life!, TV Quick, Take a Break et Bella.
- Hongrie : 4 titres.
- France : Bauer Media France, 6 titres : Télécâble Sat Hebdo[1], Maxi, Maxi Cuisine, Les Jeux de Maxi, Bistrot, Rétro
- Finlande : Radio Nova.
- Roumanie : Casa de Editura HBV, 2 titres.
- Portugal : 1 titre.

## Activités connexes
Le 9 janvier 2017, Bauer, en tant que deuxième groupe de radios privées au Royaume-Uni, a collecté, durant Noël 2016, 15,5 millions de Livres de dons pour son œuvre caritative.